# منزل ناصر الدين ميرزا
منزل ناصر الدين ميرزا (بالفارسية: خانه ناصرالدین میرزا) هو منزل تاريخي يعود إلى عصر القاجاريون، ويقع في طهران.